# Akechi Mitsuharu
Akechi Mitsuharu est un nom japonais traditionnel ; le nom de famille (ou le nom d'école), Akechi, précède donc le prénom (ou le nom d'artiste).
Akechi Mitsuharu (明智 光春, 1537 ?-1582) est un obligé du clan Akechi au cours de l'époque Azuchi Momoyama du Japon féodal. Mitsuharu — aussi appelé et mentionné par le nom « Mitsutoshi » —, est le cousin du renommé Akechi Mitsuhide. Mitsuharu aide son cousin après l'incident du Honnō-ji en 1582, mais arrive trop tard pour le sauver d'une mort malheureuse à la bataille de Yamazaki, suite d'un certain affrontement à Uchide-hama, à l'issue duquel il est défait par Hori Hidemasa. Pour s'échapper, Mitsuharu franchit le col étroit du lac Biwa sur son illustre cheval Okage. La scène est souvent représentée dans de nombreuses œuvres d'art japonaises. Mitsutoshi se livre ensuite à son célèbre et imprévu seppuku en écrivant un poème sur une porte avec le sang de son abdomen utilisé comme encre pour son pinceau.

## Source de la traduction
- (en) Cet article est partiellement ou en totalité issu de l’article de Wikipédia en anglais intitulé « Akechi Mitsuharu » (voir la liste des auteurs).